# Ishavsmusling
Ishavsmusling (Portlandia arctica tidl. Yoldia arctica) er en 25 mm lang aflang musling i underklassen Protobranchia, der lever i Ishavet. Ishavsmuslingen blev første gang beskrevet af John Edward Gray i 1824. Portlandia arctica indgår i slægten Portlandia og familien Yoldiidae. Der findes ingen underarter angivet i Catalogue of Life.